# Цинхонин
Цинхонин — органическое соединение с химической формулой C19H22N2O. Алкалоид, содержащийся в некоторых растениях вида  семейства мареновых, например, в хинном дереве и в ремиджии. Обычно встречается вместе с хинином. Обладает противомалярийным действием, но значительно более слабым, чем у хинина. Применяется в органической химии для разделения рацемических смесей кислот.

## Физические и химические свойства
Выглядит как кристаллическое вещество. Имеет молярную массу 294,38 г/моль, температуру плавления 264 °C. Плохо растворим в воде, немного сильнее растворим в спирте и эфире, лучше всего растворяется в смеси спирта и хлороформа.
В отличие от хинина, не обладает флуоресцирующим действием в разбавленных сернокислых растворах. В остальном свойства аналогичны свойствам хинина, хотя цинхонин по сравнению с ним является более слабым основанием.

## Получение
Получают при выделении хинина из коры растений. После осаждения сернокислого хинина полученный маточный раствор обрабатывают аммиаком, после чего цинхонин вместе с остатками хинина выпадает в осадок. Далее осадок для очистки экстрагируют спиртом, из которого цинхонин кристаллизуется первым из-за худшей растворимости.

## Биологическая роль
Обладает физиологическим действием, аналогичным таковому у хинина, против малярии, но эффективность цинхонина в пять раз слабее.